# Цыбин, Иван Максимович
Иван Максимович Цыбин (12 августа 1922, Ново-Фёдоровка, Оренбургская губерния — 26 июля 1996, Новоорский район, Оренбургская область) — красноармеец, стрелок 1-го батальона 936-го стрелкового полка 254-й стрелковой ордена Ленина Краснознамённой орденов Суворова, Кутузова и Богдана Хмельницкого Черкасской дивизии, Герой Советского Союза.

## Биография
Родился в 1922 году в деревне Ново-Фёдоровка, Оренбургского уезда одноимённой губернии (ныне — Шарлыкский район Оренбургской области) в семье крестьянина. Русский. Член ВЛКСМ с 1943 года.
Окончил начальную школу в своей деревне, затем Путятинскую неполную среднюю школу и школу ФЗО.
До призыва на военную службу работал плотником, строителем в колхозе.
В начале 1942 года призван в Красную армию, окончил полковую школу. С июля 1942 года до победы над Германией воевал на Северо-Западном, Воронежском, Степном и 2-м Украинском фронтах, участвовал в Курской битве, освобождении Украины, Польши, Венгрии и разгроме врага на территории Австрии и Германии. Дважды ранен.
Звание Героя Советского Союза И. М. Цыбину присвоено 22 февраля 1944 года за отвагу и мужество, проявленные при форсировании Днепра, захвате и удержании плацдарма на западном берегу реки.
После войны Цыбин жил и работал в колхозе «Красная Звезда» Фёдоровского района Башкирской АССР. Был председателем Изяк-Никинского сельского совета. С 1967 года Иван Максимович года жил и работал в деревнях Сухо-Изяк и Покровка Фёдоровского района Башкирии — бойцом, начальником пожарной охраны.
Умер 26 июля 1996 года. Похоронен в селе Добровольское Новоорского района Оренбургской области.

## Подвиг
«30 сентября 1943 года полк, в котором служил Цыбин, вышел к Днепру За рекой виднелись Черкассы и Ирдынские леса. Ночью 1 октября рота старшего лейтенанта Караулова приступила к форсированию Днепра Комсомолец Иван Цыбин на рыбачьей лодке в числе первых начал переправляться на правый берег. До середины плыли спокойно, но тут с вражеской стороны застрочили пулемёты. Пробило лодку в нескольких местах, Цыбина ранило в руку. Превозмогая боль, он всё же добрался до берега и со своим отделением закрепился, прикрывая огнём переправу всей роты. В жаркой ночной схватке десантники выбили противника с первой позиции.
Утром гитлеровцы, подтянув резервы, предприняли контратаку. Советские солдаты отбивались беспрерывно. Тогда фашисты пустили на наши позиции три танка и до роты пехоты. Гитлеровцы прорвали цепочку оборонявшихся и устремились к реке. Двадцать наших бойцов оказались отрезанными от основных сил роты.
Рядовой Цыбин, оценив обстановку, поднял стрелков в атаку, отсёк пехоту противника от танков, захватил пулемёт и повернул его на врага. Так группа под командованием Цыбина заставила пехоту отказаться от дальнейшего наступления. Танки, прорвавшиеся к реке, советские солдаты забросали противотанковыми гранатами. Два из них были подбиты.
Вскоре после артиллерийского и миномётного обстрела наших позиций пошли в контратаку до двух рот автоматчиков противника при поддержке танков и самоходных орудий. Огнём станкового пулемёта рядовой Цыбин ещё раз отсёк вражескую пехоту от танков. При этом он уничтожил до сорока гитлеровцев, подавил огонь пулемёта. Атака противника была отбита, и батальон перешёл в наступление».

## Награды
- медаль «Золотая Звезда» Героя Советского Союза (22.02.1944)[2][3];
- орден Ленина (22.02.1944);
- орден Отечественной войны 1-й степени (1985).